# Саліванчук Анна Валеріївна
Анна Валеріївна Саліванчук (нар. 17 серпня 1985, Шепетівка) — українська акторка театру та кіно.

## Біографія
З відзнакою закінчила ліцей та музичну школу за класом фортепіано.
У 2001 році вступила до Київського національного університету театру, кіно і телебачення імені Івана Карпенка-Карого (актриса театру, кіно та телебачення; художній керівник курсу – народний артист СРСР Ю. М. Мажуга), який закінчила 2006 року.
З 2006 року працює у Київському академічному драматичному театрі на Подолі.

## Особисте життя
Колишній чоловік — продюсер Кварталу 95 Олександр Божков, офіційно розлучилися в травні 2023 року (фактично на початку 2024 року). 
У 2015 році народила сина Гліба. 1 вересня 2020 року народила сина Микиту.

## Фільмографія

### Повнометражні фільми
| Рік  | Проєкт            | Роль                                |
| ---- | ----------------- | ----------------------------------- |
| 2021 | Нереальний КОПець | Margo                               |
| 2018 | Свінгери 2        | Ірина, працівниця паспортного столу |
| 2018 | Свінгери          | Ірина, працівниця паспортного столу |
| 2012 | Матч              | Оксана Бахарева                     |

### Телесеріали
| Рік       | Проєкт                   | Роль                                    |
| --------- | ------------------------ | --------------------------------------- |
| 2020      | Не відпускай             | Поліна                                  |
| 2019      | Сурогатна мати           | Валерія Красуцька                       |
| 2019      | Пес 5                    | Соня (4 серія)                          |
| 2018      | Секрет Майа              | Світлана                                |
| 2018      | Пташка співоча           | Олена                                   |
| 2017      | Той, хто не спить        | Навроцька                               |
| 2017      | Що робить твоя дружина?  | Леокадія                                |
| 2017      | Обираючи долю            | клієнтка                                |
| 2016-2017 | Райське місце            | Владислава Вікторівна Горошко / Лейман  |
| 2016      | Пацики                   | Ірка                                    |
| 2016      | На лінії життя           | Алла, медсестра                         |
| 2016      | Дружини на стежці війни  | Ніка                                    |
| 2015      | Пес                      | Ельвіра (13 серія)                      |
| 2014-2023 | Одного разу під Полтавою | Віра                                    |
| 2014      | Поки станиця спить       | Анфіса, власниця борделю                |
| 2014      | Особиста справа          | заявниця                                |
| 2014      | Горчаков                 | Жанна (немає у титрах)                  |
| 2013      | Уже який день            |                                         |
| 2013      | Нюхач                    | подруга Лебедєва                        |
| 2013      | Жіночий лікар            | Злата, подруга Лії                      |
| 2012      | Порох і дріб             | однокурсниця Аліси                      |
| 2012      | Мамочко моя              | епізод                                  |
| 2011-2014 | Три сестри               | Брюнетка                                |
| 2011      | Чемпіони з підворіття    | брюнетка                                |
| 2011      | Ластівчине гніздо        | Юля, королева краси                     |
| 2011      | Байки Мітяя              | креативниця                             |
| 2010      | Трава під снігом         | Юля, VIP-повія                          |
| 2010      | Сусіди                   | Алла, помічниця Олени                   |
| 2010      | Свати-4                  | Гера-Катя, співачка-початківиця         |
| 2010      | Демони                   | журналістка (немає у титрах)            |
| 2010      | Віра, Надія, Любов       | епізод                                  |
| 2010      | Брат за Брата            | продавчиня (немає у титрах)             |
| 2009      | Повернення Мухтара-5     | редакторка (7 серія), Марина (35 серія) |
| 2007      | Повернення Мухтара-4     | Ірина (4-та серія)                      |

## Театр

### Київський академічний драматичний театр на Подолі
| Рік  | Проєкт                               | Режисер                    | Роль                                |
| ---- | ------------------------------------ | -------------------------- | ----------------------------------- |
| 2006 | Шестеро персонажів у пошуках автора  | Віталій Малахов            | Пасербиця                           |
| 2007 | Моє століття                         | Віталій Малахов            | Фостін                              |
| 2007 | Гравці                               | Олег Ліпцин                | Олексій                             |
| 2007 | Щоденник молодого лікаря             | Віталій Малахов            | Ганна Миколаївна                    |
| 2008 | Антракт                              | Віталій Малахов            | Ірина                               |
| 2007 | Будинок, який йде у темряву          |                            | Молода дівчина                      |
| 2008 | Вертеп                               | Віталій Малахов            | Смерть                              |
| 2008 | Звідки беруться діти?                | Віталій Малахов            | Жанна, Оксана                       |
| 2009 | Мертві душі                          | Ігор Славинський           | Ганна Григорівна, дружина прокурора |
| 2009 | Ігри олігархів                       | Віталій Малахов            | Сільва                              |
| 2009 | Нас поміняли тілами                  | Олексій Лісовець           | Марина                              |
| 2010 | Шість чорних свічок                  | Віталій Малахов            | Керолайн                            |
| 2011 | LA BONNE ANNA, або як зберегти сім'ю | Ігор Славинський           | Бріжжіт                             |
| 2013 | Шоу про шоу                          | Віталій Малахов            | Аня                                 |
| 2014 | Вернісаж на Андріївському            | Віталій Малахов            | Анна                                |
| 2018 | Віра, Надія, Любов ... (Яма)         | Валентин Козьменко-Делінде | Женя                                |
| 2019 | ОБЕЖ                                 | Віталій Малахов            | Госпожа Спасич                      |
| 2019 | Сірі бджоли                          | Віталій Малахов            | Віталіна                            |